# 警醒社
警醒社（けいせいしゃ）は、日本のプロテスタントの最初の超教派の出版社。

## 概要
1883年（明治16年）7月に創立される。警醒社の設立の発起人は日本基督教会富士見町教会牧師植村正久、日本組合基督教会安中教会執事湯浅治郎、小崎弘道、浮田和民であった。主な出資者は、湯浅治郎、柳瀬議富、岡見清致、小崎弘道らであった。資本金は3000円余りで、湯浅が事務を担当し、実質的な資金繰りと運営を行っていた。
創立した1ヵ月後の8月に『東京毎週新報』（1885年より基督教新聞）を創刊する。また、東京青年会が発行していたキリスト教界の総合雑誌『六合雑誌』の発行を引きついた。
1889年（明治22年）東京に東京福音社とキリスト教図書出版社警醒社を併合して警醒社を創業、キリスト教に関する文芸、哲学のものを出版した。また、1917年（大正6年）、岡上三咲の小説「若き日のために」を出版、この口絵に橋口五葉の木版画が付けられた。『東京毎週新報』は毎週一回発行され、宗教、文学、科学の論説、政治、経済の評論などを掲載した。また『六合雑誌』宗教、神学、哲学、文学、科学の方面に関する論文を掲載した。帝国大学出身者の発行していた『東洋学芸雑誌』に対抗して、キリスト教を弁証し、当時の日本の思想を啓蒙指導する役割を果たしていた。
内村鑑三の著作を出版したのも警醒社であった。「日本昆虫学の祖」と称される松村松年の著書の多くも出版している。
昭和19年（1944年）、太平洋戦争中の政府により出された戦時企業整備令により、警醒社を含むプロテスタント系出版社の10社が統合して新教出版社が創設されることにより消滅した。